# Fargo (Arkansas)
Fargo – miasto w Stanach Zjednoczonych, w stanie Arkansas, w hrabstwie Monroe.